# Лейл, Лия
Ли́я Дон Лейл (англ. Leah Dawn Lail; 17 декабря 1965, Лексингтон, Кентукки, США) — американская актриса

 и риелтор.

## Биография
Лия Дон Лейл родилась 17 декабря 1965 года в Лексингтоне (штат Кентукки, США) и росла там же на лошадиной ферме, но уехала из родного города ради обучения в престижной школе-интернате Соснового Гребня в Форт-Лодердейле, штат Флорида. Её отец работал в области дорожного строительства, а мать занималась разведением лошадей. Имеет двух старших сестёр. Лейл выросла с большой любовью к животным и чтению.
В возрасте 18 лет Лейл начала учёбу на специалиста по политической науке и получила стипендию для работы и учёбы в Социал-демократической партии в Бонне, бывшей столице Западной Германии. Позже Лейл была переведена в Университет Южной Калифорнии, который она окончила с отличием дипломы в немецком и театре, с незначительным в политической науке. Она окончила с отличием  со степенями в области немецкого языка и гуманитарных наук (Драма) и немного в политологии.
Лия заинтересовалась актёрским мастерством, когда отец взял её с собой на мюзикл «Линия хора» на Бродвее. Когда она обучалась актёрских классах, в том числе в Институте Ли Страсберга в Нью-Йорке, она начала играть в театре и на телевидении. В 1990—2006 годы Лия сыграла в 34-х фильмах и телесериалах. Лейл прославилась с ролью Кэй Симмонс из телесериала «Девушка с характером», в котором она снималась 1998 года по 2002 год.
Лия завершила актёрскую карьеру и теперь работает риелтором в Беверли-Хиллз, штат Калифорния.

## Избранная фильмография
| Год       |   | Русское название      | Оригинальное название | Роль                           |
| --------- | - | --------------------- | --------------------- | ------------------------------ |
| 1992      | с | Сайнфелд              | Seinfeld              | Стейси                         |
| 1993      | с | Пустое гнездо         | Empty Nest            | Мелисса                        |
| 1994      | с | Мэтлок                | Matlock               | Трейси Риггинс                 |
| 1995      | ф | Толстопузы            | Heavyweights          | Джули                          |
| 1996      | с | Сёстры                | Sisters               | Кристи Колдуэлл                |
| 1996      | с | Скорая помощь         | ER                    | Кара Нильсен                   |
| 1996      | с | Седьмое небо          | 7th Heaven            | Сьюзан                         |
| 1998      | ф | Кое-что о сексе       | Denial                | Софи                           |
| 2000      | ф | Никки, дьявол-младший | Little Nicky          | Криста                         |
| 2000—2002 | с | Прикосновение ангела  | Touched by an Angel   | Кэнди Коппельман / Ким Джексон |
| 2001      | с | Диагноз: убийство     | Diagnosis: Murder     | Грейс Бойд                     |
| 2002      | с | Провиденс             | Providence            | имя персонажа неизвестно       |
| 2004      | с | Без следа             | Without Trace         | Коринн МакКормик               |
| 2006      | с | Юристы Бостона        | Boston Legal          | Энни Спотник                   |